# شنود قانونی
شنود قانونی (انگلیسی: Lawful interception) یا LI به امکاناتی در شبکه‌های مخابراتی و تلفنی گفته می‌شود که به سازمان‌های اجرای قانون با دستور دادگاه یا سایر مجوزهای قانونی اجازه می‌دهد تا به طور انتخابی از مشترکین فردی استراق سمع کنند. اکثر کشورها به اپراتورهای مخابراتی مجاز مجوز می‌دهند که شبکه‌های خود را با دروازه‌ها و گره‌های قانونی برای شنود ارتباطات فراهم کنند. اینترفیس‌های این گیت‌وی‌ها توسط سازمان‌های استانداردسازی مخابرات استاندارد شده‌اند.
چنانکه دادگاه حقوق بشر اروپا در پروندهٔ «بتینو کراشی علیه ایتالیا» عنوان می‌کند، سازکار شنود قانونی ممکن است برای اهداف نامشروعی به‌کار رود که ناقض حقوق بشر باشد.